# Liste der Stolpersteine in Eppendorf
Die Liste der Stolpersteine in Eppendorf enthält die Stolpersteine, die vom Kölner Künstler Gunter Demnig in der Gemeinde Eppendorf im Landkreis Mittelsachsen verlegt wurden. Stolpersteine erinnern an das Schicksal der Menschen, die von den Nationalsozialisten ermordet, deportiert, vertrieben oder in den Suizid getrieben wurden. Sie liegen im Regelfall vor dem letzten selbst gewählten Wohnsitz des Opfers.
Die erste Verlegung in Eppendorf erfolgte am 15. Oktober 2008.

## Liste der Stolpersteine
| Stolperstein | Inschrift | Verlegeort                     | Name, Leben |
| ------------ | --- | ------------------------------ | --- |
|              | HIER WOHNTE ANNA KATZENSTEIN GEB. OPPENHEIMER JG. 1907 UNFREIWILLIG VERZOGEN 1939 CHEMNITZ DEPORTIERT 1943 AUSCHWITZ ERMORDET 31.3.1943         | Borstendorfer Straße 15 (Lage) | Anna Katzenstein geb. Oppenheimer wurde am 12. November 1907 in Neustadt an der Weinstraße geboren. Sie war lange Zeit Sprechstundenhilfe von Dr. Ludwig Katzenstein, bevor sie seine Ehefrau wurde. Obwohl ihr Ehemann hoch angesehen war, musste er 1938 die Praxis schließen und die Gemeinde verlassen. Das Ehepaar übersiedelte nach Chemnitz. Beide wurden von Leipzig aus am 27. Februar 1943 nach Auschwitz deportiert und ermordet. Anna Katzenstein wurde am 31. März 1943 ermordet, ihr Ehemann am 2. Mai 1943. |
|              | HIER WOHNTE FRIEDRICH KATZENSTEIN JG. 1889 UNFREIWILLIG VERZOGEN 1938 LEIPZIG 'SCHUTZHAFT' 1938 GEFÄNGNIS LEIPZIG DEPORTIERT 1943 RIGA ERMORDET | Borstendorfer Straße 15 (Lage) | Friedrich Katzenstein wurde am 17. Juni 1889 in Eisleben geboren. Seine Eltern waren der Viehhändler Moritz Katzenstein (1855–1922) und Emma geb. Heilbrun (1852–1907). Er hatte fünf Geschwister, Alfred (geb. 1882), Jenny (geb. 1883), Meinhold (1885–1932), Gertrud (geb. 1886) und Ludwig (geb. 1887). Zeitweilig lebte er bei seinem Bruder Ludwig, der als Haus- und Schularzt in Eppendorf lebte. Friedrich Katzenstein wurde 1938 in sogenannte „Schutzhaft“ genommen und war im Gefängnis von Leipzig inhaftiert. Er wurde freigelassen, später wiederum inhaftiert und 1942 in das Ghetto Riga verschleppt. Friedrich Katzenstein wurde vom NS-Regime im Zuge der Shoah ermordet. Ebenfalls vom NS-Regime ermordet wurden drei seiner Geschwister, Alfred, Jenny und Ludwig, sowie seine Schwägerin Anna. |
|              | HIER WOHNTE DR. LUDWIG KATZENSTEIN JG. 1887 DEPORTIERT 1943 AUSCHWITZ ERMORDET 2.5.1943                                                         | Borstendorfer Straße 15 (Lage) | Dr. Ludwig Katzenstein wurde am 29. Oktober 1887 in Eisleben geboren. Seine Eltern waren Moritz Katzenstein (1855–1922) und Emma geb. Heilbrun (1852–1907). Er hatte fünf Geschwister, Alfred (geb. 1882), Jenny (geb. 1883), Meinhold (1885–1932), Gertrud (geb. 1886) und Friedrich (geb. 1889). Er studierte Medizin, etablierte eine Praxis in Eppendorf und war dort auch als Schularzt tätig. Er heiratete Anna geb. Oppenheimer, seine Sprechstundenhilfe. In seinem Haushalt lebte auch längere Zeit sein jüngster Bruder, Friedrich. Durch die Nürnberger Gesetze und den strukturellen Antisemitismus musste der hoch angesehene Arzt die Praxis schließen und die Gemeinde verlassen. Jüdischen Ärzten war ab 1938 die Ausübung ihres Berufs generell untersagt. Das Ehepaar übersiedelte nach Chemnitz. Dr. Ludwig Katzenstein und seine Frau wurden beide am 27. Februar 1943 nach Auschwitz deportiert. Seine Frau wurde dort am 31. März 1943 ermordet. Ludwig Katzensteine am 2. Mai 1943. Drei der vier noch lebenden Geschwister wurden im Zuge der Shoah ermordet, Alfred Katzenstein im Vernichtungslager Sobibor, Jenny Wallach und Friedrich Katzenstein im lettischen Riga. Die jüngere Schwester, Gertrud Friedmann, konnte nach Shanghai flüchten, doch dort starben ihr Mann und ihre Tochter. Sie flüchtete weiter in die Vereinigten Staaten, wo sie zu einem unbekannten Zeitpunkt nach 1947 starb. Für Ludwig Katzenstein wurde 2009 auch in Chemnitz ein Stolperstein verlegt. |

## Verlegungen
- 15. Oktober 2008: Dr. Ludwig Katzenstein
- 5. August 2014: Anna Katzenstein, Friedrich Katzenstein

Initiiert wurden die Stolpersteine in Mittelsachsen vom Verein „Initiative für Demokratie ohne Extremismus Mittelsachsen“. Bei den Verlegungen waren deren Vertreter anwesend, ebenso Vertreter der Gemeinden und der Bürger.